# Architekturpreis der Landeshauptstadt München
Der Architekturpreis der Landeshauptstadt München wird alle drei Jahre für eine herausragende gestalterische Leistung in der Planung und Realisation von Projekten, in besonderen Fällen auch für Verdienste um die Architektur in Wissenschaft, Forschung und Lehre vergeben. Er ist mit 10.000 Euro dotiert.
Die Auszeichnung wird an Architekten verliehen, die in München oder der Region München leben und eine enge Verbindung zu München als Ort ihres Schaffens haben. 
Vorschlagsrecht hat eine vom Münchner Stadtrat alle zwei Jahre neu einzuberufende Kommission, die aus Fachjuroren und Mitgliedern des Stadtrats besteht.
Der Architekturpreis wird alternierend mit dem Kunstpreis und dem Designpreis der Landeshauptstadt München vergeben.

## Preisträger
- 1977: Günter Behnisch & Partner und Günther Grzimek
- 1980: Sep Ruf
- 1983: Alexander von Branca
- 1986: Kurt Ackermann
- 1989: Werner Wirsing
- 1992: Hans-Busso von Busse
- 1994: Peter C. von Seidlein
- 1996: Thomas Herzog
- 1998: Uwe Kiessler
- 2000: Otto Steidle
- 2003: Hilmer und Sattler
- 2006: Winfried Nerdinger
- 2009: Bea und Walther Betz
- 2012: Andreas Hild
- 2015: Andreas Meck
- 2018: Nicola Borgmann
- 2021: Andrea Gebhard
- 2024: Dietrich Fink

## Weblink
- Architekturpreis der Landeshauptstadt München